# Megophrys boettgeri
Espèce
Synonymes
- Leptobrachium boettgeri Boulenger, 1899
- Xenophrys boettgeri (Boulenger, 1899)

Statut de conservation UICN

 LC  : Préoccupation mineure
Megophrys boettgeri est une espèce d'amphibiens de la famille des Megophryidae.

## Répartition
Cette espèce est endémique de l'Est de la République populaire de Chine.

## Étymologie
Cette espèce est nommée en l'honneur d'Oskar Boettger.

## Publication originale
- Boulenger, 1899 : On a collection of reptiles and batrachians made by Mr. J. D. Latouche in N. W. Fokien, China. Proceedings of the Zoological Society of London, vol. 1899, p. 159-172 (texte intégral).